# Al-Qahtaniyya (al-Hasakah)
Al-Qahtaniyya (arabisch القحطانية, DMG al-Qaḥṭāniyya, auch Kahtania, kurdisch Tirbespî, früher Qbor el-Bid, syrisch-aramäisch ܩܒܪ̈ܐ ܚܘܪ̈ܐ Qabre Hewore) ist eine Stadt im Gouvernement al-Hasaka im Nordosten Syriens. Gemäß der offiziellen Volkszählung Syriens hatte al-Qahtaniya 2004 eine Bevölkerung von 16 946 Personen. Die Stadt gehört seit der Zeit des französischen Völkerbundmandats für Syrien und Libanon zum Gouvernement al-Hasaka. Im 21. Jahrhundert gehören rund 120 Dörfer zur Stadtgemeinde, die selbst zum Distrikt Qamischli gehört.:28
Die Stadt wurde in den 1920er Jahren gegründet, als sich ein kurdischer Stamm auf dem Gelände niederließ.:27–29  Ursprünglich war der Name des Ortes auf kurdisch Tirbespî ‚weiße Gräber‘, mit der arabischen Übersetzung Qbor el-Bid. Der arabische Name wurde 1962 offiziell. Der Name wurde 1969 erneut geändert, als die Stadt im Rahmen des Arabisierungsprogramms der syrischen Regierung in al-Qahtaniyya umbenannt wurde.:27–29
Am 13. März 2004, während der Qamischli-Unruhen, als 40 Kurden getötet wurden, protestierte auch die Bevölkerung von al-Qahtaniya. Einige Protestierende wurden dabei verletzt oder getötet.
Während des Syrischen Bürgerkriegs übernahmen die kurdischen Volksverteidigungseinheiten (PYD) die Kontrolle über die Stadt.
Der assyrische Poet und Autor Tuma Gawriye Nahroyo (1936–2002) stammt aus al-Qahtaniyya.